# Linaloolo 8-monoossigenasi
La linaloolo 8-monoossigenasi è un enzima appartenente alla classe delle ossidoreduttasi, che catalizza la seguente reazione:
3,7-dimetilotta-1,6-dien-3-olo + AH2 + O2 ⇄ (E)-3,7-dimetilotta-1,6-dien-3,8-diolo + A + H2O
L'enzima è una proteina eme-tiolata (P-450).